# Эллис, Сара Кейт
Са́ра Ке́йт Э́ллис (англ. Sarah Kate Ellis; род. 27 ноября 1971, Нью-Йорк, США) — американский медиа-менеджер, промоутер медиа-брендов в журналах New York Magazine, InStyle, Real Simple и Vogue. Президент и генеральный директор GLAAD, крупнейшей в США организации по защите СМИ, освещающих проблемы ЛГБТ.

## Биография

### Ранние годы
Родилась в Нью-Йорке 27 ноября 1971 года в семье Кена и Барбары Эллис. Кроме неё у родителей был ещё один ребёнок — сын Спенсер. Семья жила в районе Статен-Айленд.
Эллис обучалась в академии Статен-Айленда. В юности она активно увлекалась спортом: играла в хоккей на траве и была юным олимпийским пловцом. Во время учёбы в колледже Рассела Сейджа провела кампанию в СМИ против попытки администрации учебного заведения закрыть единственный женский центр в кампусе. На последнем курсе колледжа совершила каминг-аут. В 2011 году попала в число участников программы Административное образование Школы администрирования и финансов Эмоса Такка в Дартмутском колледже, которую окончила в 2012 году.

### Работа в медиа
В 1995 году начала профессиональную деятельность в сфере СМИ. Устроилась в журнальное издательство «Конде Наст», работа в которой стала началом её успешной карьеры. После работы в журнале «Дом и сад», перешла на место старшего менеджера в журнал «Нью-Йорк», затем на место директора журнала «На стиле». После работы в журнале «Действительно просто», устроилась в журнал о женской моде «Вог», где  курировала десять брендов. Специализировалась на маркетинге и эффективно применяла свои способности на руководящих должностях. В 2008—2013 годах Эллис работала сопредседателем журнала «Аут» в журнальном издательстве «Тайм инк», ресурсной группы сотрудников ЛГБТ-компании, где руководила программированием, с целью обратить внимание на разнообразие ЛГБТ-сообщества.

### Активистская деятельность
В 1992 году начала активную правозащитную деятельность. В том году она участвовала в марше на Вашингтон в поддержку прав женщин. Затем в 1993 году также участвовала в марше в поддержку прав ЛГБТ-людей.
1 января 2014 года Эллис была избрана президентом и генеральным директором ГЛААД, единственной организации в США, работающей над продвижением равноправия лесбиянок, геев, бисексуалов и транссексуалов (ЛГБТ) через американские СМИ.
Одной из первых кампаний, которые Эллис провела в ГЛААД, была протестная акция организации против парада в честь Дня Святого Патрика в Нью-Йорке в 2014 году из-за запрета участвовать в нём гомосексуальным людям. В статье, опубликованной в «Нью-Йорк дейли ньюс», Эллис написала о своем ирландско-американском наследии и сексуальной ориентации, призывая организаторов парада, отменить запрет.

### Личная жизнь
Сара Кейт Эллис — открытая лесбиянка. В 2011 году, в соавторстве со своей супругой — Кристен Эллис-Хендерсон, она написала книгу под названием «Время двух. Две влюбленные женщины и счастливая семья, которую они создали», вышедшую в издательстве Саймон & Шустер. В книге излагается хроника их одновременной беременности и пути к материнству — она была номинирована на премию «Стоунволл бук авард». В 2013 году эта пара была представлена на обложке журнала «Тайм» под заголовком «Гей-брак уже победил».
Эллис, вместе с супругой, была также представлена в специальном разделе «Нью-Йорк таймс стайл» о равенстве браков после его легализации в штате Нью-Йорк. Супруги стали действующими лицами трёхсерийного документального веб-сериала «Хаффингтов-пост» под названием «Как выйти замуж». Они были названы одной из самых очаровательных пар по версии журнала «ГО» в 2012 году. У супругов есть дочь и сын. Брак Эллис был первой церемонией бракосочетания, проведенной для однополой пары в епископальной церкви штата Нью-Йорк. Эллис является прихожанкой епископальной церкви Святого Луки.